# Milesia bigoti
Milesia bigoti är en tvåvingeart som beskrevs av Osten Sacken 1882. Milesia bigoti ingår i släktet Milesia och familjen blomflugor. Inga underarter finns listade i Catalogue of Life.